# بيدرو فرنانديز (لاعب كرة قدم)
بيدرو فرنانديز (بالإسبانية: Pedro Fernández Cantero)‏ (29 أبريل 1946 بكونسيبسيون في باراغواي - ) هو لاعب كرة قدم باراغواياني في مركز الدفاع. لعب مع نادي برشلونة ونادي غرناطة.

## وصلات خارجية
- بيدرو فرنانديز على موقع قاعدة بيانات كرة القدم.إي يو (الإنجليزية)